# 陳家樂 (足球運動員)
陳家樂（英文：Tan Ka Lok，1990年9月9日—），是一個香港的職業足球員，擔任後衛。曾效力香港09、香港C隊、東方與晨曦。其弟陳俊樂同為職業足球員，曾效力於英格蘭足球冠軍聯賽球會彼得堡青年軍。

## 球員生涯
陳家樂曾先後效力過香港09、香港C隊，2008年加盟香港甲組足球聯賽球隊東方，成為甲組後備。
2009年-2010年度球季，陳家樂轉投另一支香港甲組足球聯賽球隊晨曦，惟依然甚少上陣機會，卻獲提名角逐香港足球明星選舉最佳年青球員，最終一如所料落選。
在球季結束後不獲晨曦續約，陳家樂遂加盟香港乙組足球聯賽球隊永義，於2011年入選香港U21青年代表隊。

## 外部連結
- 香港足球總會網站球員註冊資料 （页面存档备份，存于）